# Долганов, Филипп Николаевич
Филипп Николаевич Долганов (род. 17 июля 1998, Ижевск) — российский хоккеист, вратарь нижнекамского «Нефтехимика».

## Биография
Филипп Долганов родился 17 июля 1998 года в городе Ижевск.
Занимался хоккеем с шайбой в ижевской «Ижстали». Выступал в первенстве России за её юношеские команды, а также за альметьевский «Нефтяник».
В сезоне-2015/16 дебютировал в МХЛ-Б в составе глазовского «Прогресса», провёл 11 матчей, пропустил 25 шайб. В сезоне-2016/17 сыграл за «Прогресс» 37 матчей в НМХЛ, пропустил 83 шайбы.
Сезон-2017/18 также начал в «Прогрессе», но по ходу сезона был привлечён к выступлениям за «Ижсталь», выступавшую в ВХЛ. В составе ижевчан провёл 11 матчей, пропустил 29 шайб.
В 2018—2021 годах играл за «Ижсталь», проведя за три сезона 61 матч в ВХЛ и пропустив 147 шайб.
В сезоне-2021/22 защищал ворота также игравшего в ВХЛ пермского «Молота», провёл 43 поединка, пропустил 97 шайб.
В сезоне-2022/23 снова выступал за «Ижсталь», сыграл 34 встречи, пропустил 85 шайб.
Сезон-2023/24 также начал в «Ижстали», но после 2 матчей перебрался в нижнекамский «Нефтехимик», в составе которого дебютировал в КХЛ.